# Зороастризм
Зороастри́зм (авест. vahvī- daēnā- māzdayasna- — «благая вера почитания Мудрого», перс. بهدین‎, behdin, «благая вера», курд. Zerdeştî) — одна из древнейших религий, берущая своё начало в откровении пророка Спитамы Заратустры, полученном им от бога Ахуры Мазды. В основе учения Заратустры — свободный нравственный выбор человеком благих мыслей, благих слов и благих деяний. В древности и в раннем Средневековье зороастризм был распространён преимущественно на территории Большого Ирана.
Несмотря на то, что учение Заратустры носило характер дуалистического монотеизма, уже в первые десятилетия после смерти пророка началось возвращение к многобожию. Единобожие сохранялось до V века до н. э. только в замкнутой мидийской касте магов. Более поздний зороастризм является типичной политеистической религией.
Зороастризм является официально признанной религией в Индии (парсы), Иране (гебры), Регионе Курдистан (Ирак), США, Азербайджане и Узбекистане. Общая численность зороастрийцев в мире составляет, по разным оценкам, от 125 000 до 300 000 человек. В Российской Федерации и странах бывшего СССР действует сообщество традиционных зороастрийцев, называющих свою религию на русском языке словом «благоверие», и зороастрийская община Санкт-Петербурга.

## Название

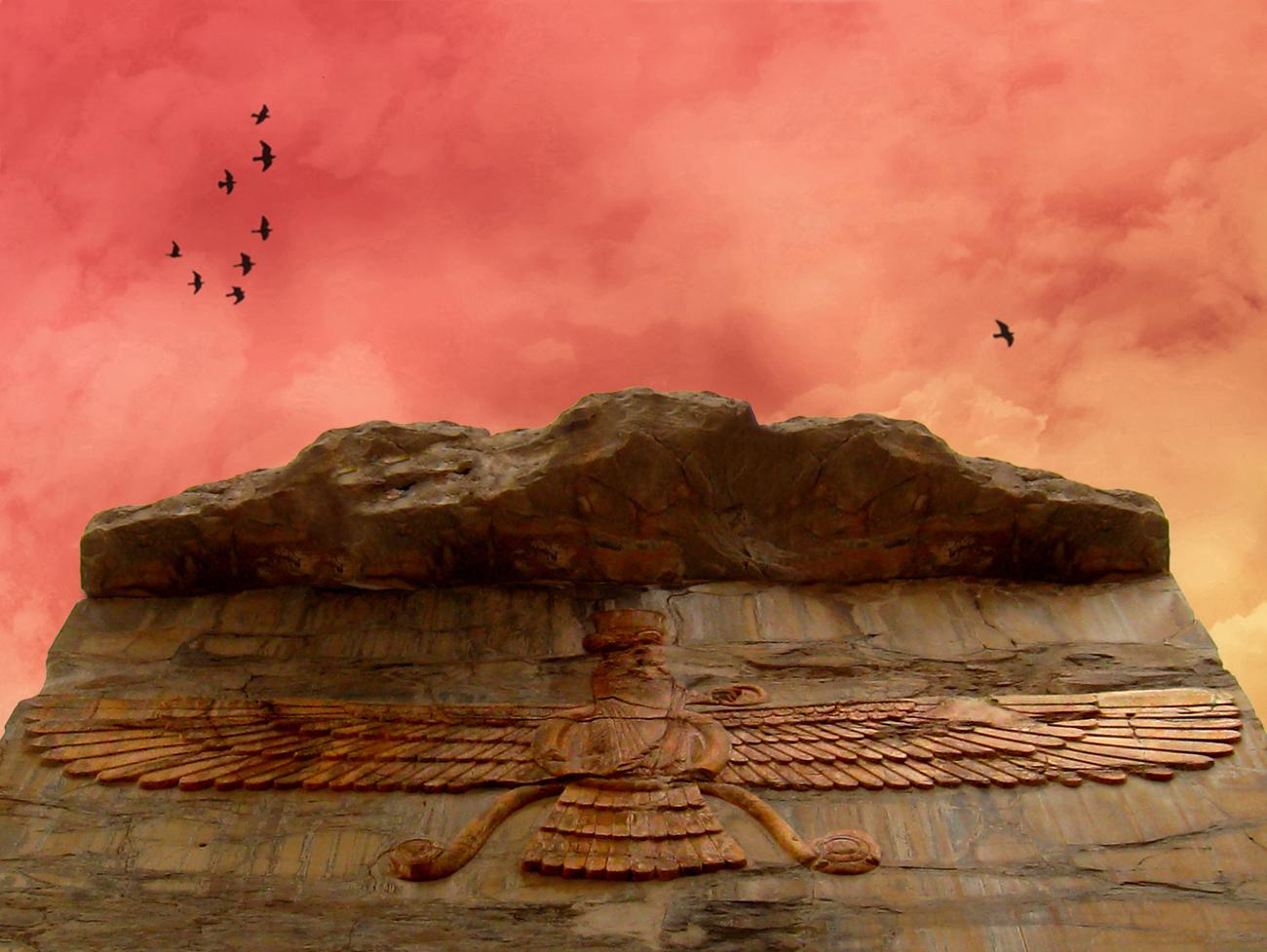
Фаравахар — один из главных символов зороастризма (Персеполь, Иран)

«Зороастризм» — термин европейской науки, происходящий от греческого произношения имени основателя религии.
Другое её европейское название — «маздеизм», происходящее от имени бога в зороастризме, в настоящее время воспринимается в целом как устаревшее, хотя оно ближе к главному самоназванию зороастрийской религии (авест. māzdayasna- «почитание Мазды», пехл. māzdēsn).
Другое самоназвание зороастризма — vahvī- daēnā- «благая вера», точнее «благое ви́дение», «благое мировоззрение», «благое сознание». Отсюда основное самоназвание последователей зороастризма перс. بهدین behdin‎ — «благоверный», «бехдин».

## Основы вероучения
Зороастризм является догматической религией с развитой теологией, сложившейся во время последней кодификации Авесты в сасанидский период и отчасти в период исламского завоевания. При этом в зороастризме не сложилось строгой догматической системы. Это объясняется особенностями учения, в основу которого положен рациональный подход, и историей институционального развития, прерванного мусульманским завоеванием Персии. Современные зороастрийцы обычно структурируют своё вероучение в виде 9 основ — веры в следующие понятия:
1. Ахурамазда, «Мудрый бог», — это благой творец.➤
2. Заратуштра — единственный пророк Ахура-Мазды, указавший человечеству путь к праведности и чистоте.➤
3. Существует духовный мир (мина) и два духа (Святой и Злой), от выбора между которыми зависит судьба человека в духовном мире.➤
4. Аша (Арта) — изначальный вселенский Закон праведности и гармонии, установленный Ахура-Маздой, на поддержание которого должны быть направлены усилия человека, избравшего добро.➤
5. Человеческая сущность, в основе которой даэна (вера, совесть) и храту (разум), позволяющие каждому человеку отличать добро от зла.
6. Семь Амешаспентов — семь ступеней развития и раскрытия человеческой личности.➤
7. Дадодахеш и ашудад — взаимопомощь, помощь нуждающимся, взаимная поддержка людей.
8. Святость природных стихий и живой природы как творений Ахурамазды (огня, воды, ветра, земли, растений и скота) и необходимость заботы о них.
9. Фрашокерети[англ.]* (Фрашкард) — эсхатологическое чудесное преображение бытия, окончательная победа Ахура-Мазды и изгнание зла, что свершится благодаря совместным усилиям всех праведных людей во главе с Саошьянтом — спасителем мира.➤

### Ахурамазда
Ахурамазда (пехл. Ормазд) — Творец духовного и физического миров, всеблагой единый Бог светлой силы, основные эпитеты которого «Светлый» и «Славный» (точнее, «Полный хварна», сияющей царской славы).
Несмотря на бытовавшее в то время в иранском и индийском обществе многобожие, Зороастр выделил Ахурамазду в качестве единого Бога, создавшего небо и Землю. В вероучении Зороастра Ахурамазда был создателем шести духовных первотворений: Воху Маны (благого помысла), Аша Вахишты (наилучшей истины), Хшатра Ваирьи (власти избранной), Спетна Армаити (святого благочестия), Хаурватата (целостности) и Амеретата (бессмертия). Каждое из первотворений является отдельной составляющей единого целого, названного Амешаспентой, своеобразным воплощением эманации Бога. Каждая из эманаций получила своё воплощение с различными элементами мира материального. Так, Воху Мана покровительствует скоту, Аша Вахишта — огню, Хшатра Ваирья — металлам, Спента Армаити — земле, Хаурватат — воде, Амеретат — растениям, а сам Ахурамазда, как тот, кто создал всё сущее, — человеку. Также после распространения зороастризма последователи продолжили почитать различных арийских богов, считая, что они также подчиняются Ахурамазде.

### Аша и Друдж
В основе этического учения зороастризма противопоставление двух понятий: Аша и Друдж.
- Аша (aša- из *arta) — это закон вселенской гармонии, истина, правда, добро (отец Аши — Ахурамазда).
- Друдж — это антитеза Аши, буквально: ложь, разрушение, деградация, насилие, грабёж.

Все люди делятся на две категории: ашаваны (приверженцы Аши; праведные; те, кто стремится нести миру добро) и друджванты (лживые; несущие миру зло). Благодаря поддержке Ахурамазды праведные должны побеждать Друдж и мешать её приверженцам губить мир.

### Два духа
«Дух» в зороастрийском понимании — это «мысль» (mainyu, перс. minu). Два изначальных духа — добрый и злой (Спента и Ангра) — символизируют две противонаправленные ментальности: направленную на созидание и направленную на разрушение. Последняя (Ангра-Маинью, Ахриман) объявляется главным врагом Ахурамазды и его мира, его разрушителем и прежде всего губителем человеческого сознания, чьё разрушение оборачивается деградацией общества и затем всего мира. Отсюда проистекает задача зороастрийца — следовать Спента-Маинью (доброму духу, созидательному мышлению) и подобно своему творцу Ахурамазде воплощать в своих деяниях Ашу (вселенский закон добра) и отвергать Друдж (ложь, зло, разрушение).

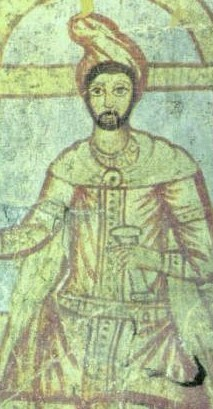
Заратустра (ок. III века н. э., найдено в Сирии)

В своём учении Зороастр говорит о существовании двух духов, олицетворяющих добро и зло, находящихся в постоянном противостоянии. Все живые существа, сопровождаемые этими двумя духами, должны сделать свой выбор: следовать праведному пути, воплощая в своих деяниях Ашу (вселенский закон добра), или избрать Друдж (ложь, зло).
Учение Зороастра было основано на концепции дуализма, позволяющей объяснить существование в мире зла, основой которого являлась вера в единого Бога.
Зороастр ни в коем случае не отделяет этих духов-богов в две отдельные составляющие, что могло бы дать основание говорить об абсолютном дуализме. Существует Ахурамазда — создатель всего сущего, где выбор и жизненный путь каждого существа определяется на добровольной и ненасильственной основе. Каждый волен выбрать путь правды и истины или же разрушения и лжи.
В более поздних эпохах вера в двуединую сущность претерпела изменения, превратившись в полноценный дуализм, где Ахурамазда стал синонимичен Спента-Маинью в противостоянии с воплощением зла Ангра-Маинью.
Свобода выбора является основополагающим принципом зороастрийского учения. Эту религию называют «религией выбора»: человек волен выбирать между злом и добром, истинным путём и ложным, путём спасения души или осуждения и непринятия.
Выбор праведного пути не означает отказа от материальных благ и красот мира. В зороастризме к материальному миру относятся с большим уважением.
У любого сущего есть два начала: космическое и духовное. В первую очередь создаётся духовная составляющая, которая впоследствии обретает материальную форму. Так как материальная оболочка куда более уязвима, перед натиском Ангра-Маинью, проникнувшем в мир, на свете появились добро и зло. Также появились горести и беды, злые животные и болезни. Согласно зороастрийскому учению, люди были созданы для того, чтобы поклоняться Ахурамазде и совершать ритуалы в честь Амешаспент, тем самым приближая исполнение главной задачи — победы добра над злом.

### Заратуштра
Основная статья Заратуштра
Заратуштра — согласно учению зороастрийцев, единственный пророк Ахурамазды, принёсший людям благую веру и заложивший основы нравственного развития. В источниках описывается как идеальный священник, воин и скотовод, боец, образцовый глава и покровитель людей всего мира. Проповедь пророка носила ярко выраженный этический характер, осуждала насилие, восхваляла мир между людьми, честность и созидательный труд, а также утверждала веру в единого бога (Ахуры). Критике подвергались современные пророку ценности и практика кавиев — традиционных вождей арийских племён, совмещавших жреческие и политические функции, и карапанов — арийских колдунов, а именно насилие, грабительские набеги, кровавые ритуалы и безнравственная религия, поощряющая всё это.

### Исповедание веры
Ясна 12 представляет собой зороастрийский «символ веры» (Фраваран). Основное её положение: «Ахурамазде я причисляю все блага». Иначе говоря, последователь Заратустры признаёт единственным источником блага Ахурамазду. Согласно «Исповеданию», зороастриец именует себя:
- Маздаясна (почитателем Мазды);
- Заратустри (последователем Заратустры);
- Видаэва (противником дэвов — безнравственных арийских богов);
- Ахуроткаэша (приверженцем религии Ахуры).

Кроме того, в этом тексте зороастриец отрекается от насилия, грабежа и воровства скота, провозглашает мир и свободу мирным и трудолюбивым людям, отвергает всякую возможность союза с дэвами и колдунами. Благая вера называется «умиротворяющей», «слагающей оружие», «брачно-родственной» и «праведной».

### Благие мысли, слова и деяния
Эта этическая триада зороастризма, следовать которой должен каждый зороастриец, специально подчёркивается в «Исповедании» и многократно восхваляется в других частях Авесты (авест. humata-, huxta-, hvaršta-: «хумата», «хухта», «хваршта»).

### Амешаспенты
Амешаспенты (авест. aməša- spənta-) — бессмертные святые, шесть духовных первотворений Ахурамазды. Для объяснения сущности Амешаспентов обычно прибегают к метафоре шести свечей, зажжённых от одной свечи. Таким образом, Амешаспентов можно сравнить с эманациями бога. Амешаспенты являют собой образ семи ступеней духовного развития человека, а кроме того, называются покровителями семи телесных творений, каждое из которых представляет собой зримый образ Амешаспента.
| Авестийское имя | Имя на персидском                    | Значение           | Покровительствуемое творение |
| --------------- | ------------------------------------ | ------------------ | ---------------------------- |
| Ахура-Мазда     | Ормазд/Ахура-Мазда (восстановленное) | Господь Мудрый     | человек                      |
| Воху Мана       | Бахман                               | Благой Помысел     | скот, животные               |
| Аша Вахишта     | Ардибехешт                           | Истина Наилучшая   | огонь                        |
| Хшатра Ваирья   | Шахривар                             | Власть Избранная   | металлы                      |
| Спента Армаити  | Спандармаз/Эсфанд                    | Святое Благочестие | земля                        |
| Хаурватат       | Хордад                               | Целостность        | вода                         |
| Амеретат        | Амордад                              | Бессмертие         | растения                     |

### Язаты, раты и фраваши
Другими значимыми категориями зороастризма являются:
- Язаты (авест. 𐬫𐬀𐬰𐬀𐬙𐬀 — «достойные почитания»). Понятие может быть условно переведено как «ангелы». Наиболее значимые язаты: Митра («договор», «дружба»), Аредви Сура Анахита (покровительница вод), Веретрагна (язат победы и героизма).
- Раты (авест. ratu- «образец», «глава») — многогранное понятие, прежде всего образцовый глава-покровитель какой-либо группы (например, Заратустра — рат людей, пшеница — рат злаков, гора Хукарья — глава гор и т. д.). Кроме того, раты — это «идеальные» промежутки времени (пять частей суток, три части месяца, шесть частей года).
- Фраваши (авест. 𐬟𐬭𐬀𐬎𐬎𐬀𐬴𐬌 — «предвыбор») — предсуществующие души, избравшие добро. Ахура-Мазда сотворил фраваши людей и спросил их об их выборе. Фраваши ответили, что избирают быть воплощёнными в телесном мире, утверждать в нём добро и бороться со злом. Почитание фраваши людей близко к культу предков.

### Огонь и свет
Согласно учению зороастризма, свет является зримым образом Бога в физическом мире. Поэтому, желая обратиться к Богу, зороастрийцы обращаются лицом к свету: источник света представляет для них направление молитвы. Особое уважение они придают огню как наиболее важному и доступному для человека с давних времён источнику света и тепла. Отсюда распространённое внешнее определение зороастрийцев как «огнепоклонников». Между тем, не меньшим почтением в зороастризме пользуется и солнечный свет.
По традиционным представлениям зороастрийцев Огонь пронизывает всё бытие — как духовное, так и телесное. Иерархия огней приводится в Ясне 17 и Бундахишне:
- Березасаванг (высокоспасительный) — горящий перед Ахурамаздой в раю.➤
- Вохуфриян (благодружественный) — горящий в телах людей и животных.
- Урвазишт (приятственнейший) — горящий в растениях.
- Вазишт (действеннейший) — огонь молнии.
- Спаништ (святейший) — обычный земной огонь, в том числе и огонь Варахрам (победоносный); тот, что горит в храмах.

В исполнении религиозных церемоний огонь является наиболее важным фактором. Несмотря на то, что огонь долгое время был важен в жизни и ритуалах индоевропейских народов, Заратустра придал ему новое религиозно-духовное значение. В понимании Зороастра огонь — это живой символ чистоты и нравственности.
Существует три рода священного огня:
1. Первый из них и наиболее важный — священный огонь Бахрам, который состоит из 16 видов пламени и которому воздаются особого рода почести и молитвы. Входить в место, где горит этот огонь, может лишь достойнейший из священнослужителей.
2. Следующий из видов огня — это чуть менее почитаемый огонь Азаран. Службу у этого огня могут вести мобеды.
3. Последний из видов огня, Дадгах, может быть передан служителем любому зороастрийцу для установления дома[23].

### Рай и ад
Учение Заратустры — едва ли не древнейшая такая религиозная система, где, в качестве одного из ключевых элементов, в основу вероучения положен принцип, согласно которому существует личная ответственность души за совершённые деяния в земной жизни. Заратустра называет рай «наилучшим существованием» (vahišta ahu, отсюда перс. behešt «рай»). Ад именуется «дурным существованием» (dužahu, отсюда перс. dozax «ад»). Рай имеет три ступени: благие мысли, благие слова и благие деяния — и высшую ступень Гародману («Дом песни»), Анагра раоча («Бесконечные сияния»), где пребывает сам Бог. Симметрично ступени ада: дурные мысли, дурные слова, дурные деяния и средоточие ада — Друджо Дмана («Дом лжи»).
Избравших Праведность (Ашу) ждёт райское блаженство, а избравших Ложь — мучения и саморазрушение в аду. Зороастризм вводит понятия посмертного суда, представляющего собой подсчёт деяний, совершённых в жизни. Если добрые дела человека хотя бы на волосок перевесили злые, язаты ведут душу в Дом песен. Если перевесили злые дела, душу утаскивает в ад дэв Визареша (дэв смерти).
Распространена также концепция моста Чинват (разделяющего или различающего), ведущего в Гародману над адской пропастью. Для праведников он становится широким и удобным, а перед грешниками он обращается в острейшее лезвие, с которого те проваливаются в ад.

### Фрашокерети
Эсхатология зороастризма коренится в учении Заратустры о конечной трансформации мира («на последнем повороте колесницы (бытия)»), когда восторжествует Аша, а Ложь будет окончательно и навеки разбита. Это преображение называется Фрашокерети (Фрашкард) — «Делание (мира) совершенным». Каждый праведный человек своими деяниями приближает это радостное событие. Зороастрийцы верят, что в мир должны прийти три саошьянта (спасителя). Первые два саошьянта должны будут восстановить учение, данное Заратустрой. В конце времён, перед последней битвой, придёт последний саошьянт. В результате битвы Ангра Майнью и все силы зла будут разбиты, ад будет разрушен, все мёртвые — праведники и грешники — воскреснут для последнего суда в виде испытания огнём (огненной ордалии). Воскресшие пройдут через поток расплавленного металла, в котором сгорят остатки зла и несовершенства. Праведным испытание покажется купанием в парном молоке, а нечестивые сгорят. После последнего суда мир навечно вернётся к своему изначальному совершенству.
Зороастризму с его развитой эсхатологией чужды представления о цикличности творения и реинкарнации.

## Авеста

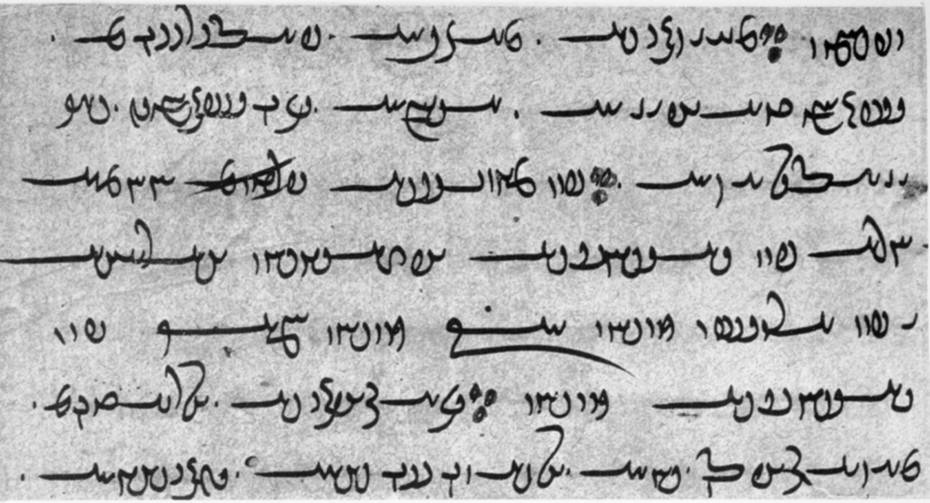
Страница из рукописи Авесты. Ясна 28:1

Священная книга зороастрийцев называется Авестой. По сути это собрание разновремённых текстов, составлявшихся в зороастрийской общине в архаичный период на древнеиранском языке, именуемом теперь «авестийским». Даже после появления в Иране письменности, тысячелетия основным способом передачи текстов был устный, хранителями текста были священники. Известная традиция записи появилась лишь при поздних Сасанидах, когда в V—VI вв. для записи книги был изобретён специальный фонетический авестийский алфавит. Но и после этого авестийские молитвы и богослужебные тексты заучивались наизусть.
Главной частью Авесты традиционно считаются Гаты — гимны Заратустры, посвящённые Ахурамазде, в которых излагаются основы его вероучения, его философский и социальный посыл, описывается награда праведникам и поражение злобных. Некоторые реформистские течения в зороастризме объявляют только Гаты священным текстом, а остальную Авесту имеющей историческое значение. Однако наиболее ортодоксальные зороастрийцы считают всю Авесту словом Заратустры. Поскольку значительную часть внегатической Авесты составляют молитвы, даже реформисты в большинстве своём не отвергают эту часть.

## Символы зороастризма

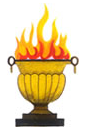
Сосуд с огнём — символ зороастризма

Фаравахар

Главным нательным символом приверженца учения Заратустры является нижняя белая рубаха седре, сшитая из одного куска хлопчатобумажной ткани и всегда имеющая ровно 9 швов, и кошти — тонкий пояс, сплетённый из 72 нитей белой овечьей шерсти и полый внутри. Кошти носится на талии, обёрнутый трижды и завязанный на 4 узла. Начиная молитву, перед любым важным делом, принятием решения, после осквернения зороастриец совершает омовение и перевязывает свой пояс (обряд Падъяб-Кошти). Седре символизирует защиту души от зла и соблазнов, а её кармашек — копилку благодеяний. Кошти олицетворяет связь (пуповину) с Ахурамаздой и всем его творением. Считается, что человек, регулярно повязывающий пояс, будучи связан им со всеми зороастрийцами мира, получает свою долю от их благодеяний.
Ношение священной одежды является долгом зороастрийца. Религия предписывает находиться без седре и кошти как можно меньше времени. Седре и кошти необходимо постоянно поддерживать в состоянии чистоты. Допускается наличие сменного комплекта, на случай если первый выстиран. При постоянном ношении седре и кошти их принято менять два раза в год — на Новруз и праздник Мехрган.
Другим символом зороастризма является огонь и аташдан — огненный переносной (в виде сосуда) алтарь или стационарный (в виде платформы). На таких алтарях поддерживают священные огни зороастризма. Данная символика получила особое распространение в искусстве Сасанидской империи.
Популярным символом также стал фаравахар — человеческий образ в крылатом круге с наскальных рельефов Ахеменидов. Зороастрийцы традиционно не признают его образом Ахурамазды, а считают его изображением фраваши.
Важным символическим значением для зороастрийцев обладает белый цвет — цвет чистоты и благости, а во многих обрядах также зелёный — символ процветания и возрождения.

## История

### Иранские верования до Заратустры
Об иранских верованиях до зороастризма известно очень мало. Учёные считают, что эта древнейшая мифология была похожа на древнейшую индийскую мифологию. Исследователи считают, что наследием древнейшей иранской мифологии являлось почитание уже при зороастризме Веретрагны, Митры и Анахиты. В Средневековье считалось, что до зороастризма у иранцев был сабеизм, принятый Тахмуресом от Бозаспа (см., например, «Науруз-наме»).
Согласно Мэри Бойс, до Заратустры Ахурамазда считался равным Митре. По мнению Занера, дозороастрийский Ахурамазда был связан с концепцией истины или представлением о некоей «упорядоченности космоса», а также с водами, светом или Солнцем.

### Время Заратустры
Время жизни пророка Заратустры является предметом споров среди учёных. Сама зороастрийская традиция не обладала развитой хронологией. Ей известен «год веры» (когда Заратустра впервые беседовал с Ахурамаздой), но чёткого его положения относительно других событий в традиции нет. Согласно книге Арда-Вираз, от Заратустры до Александра (Македонского) было 300 лет. Если следовать хронологии Бундахишна и отталкиваться от даты вступления на престол Дария I (522 г. до н. э.), то получится 754 г. до н. э. Впрочем, хронология Бундахишна в известной по другим источникам истории крайне фрагментарна и ненадёжна.
Учёные высказывали различные мнения об эпохе Заратустры. Крайними точками зрения являются как объявление Заратустры не существовавшей никогда в реальности архаичной идеальной личностью, так и объявление его современником и даже непосредственным идеологом ранних Ахеменидов. Наиболее распространённым в настоящее время подходом стало обращение внимания на архаичность языка Гат (гимнов Заратустры), сходного с языком Ригведы (2-я пол. II тыс. до н. э.), и общих деталей жизнеописания пророка и соответственное отнесение его времени приблизительно к 1000 г. до н. э.
Современные зороастрийцы приняли летоисчисление «Зороастрийской религиозной эры», основанное на расчётах иранского астронома Забиха Бехруза, согласно которому «обретение веры» Заратустрой состоялось в 738 г. до н. э.

### Локализация проповеди Заратустры

Зороастрийские цвета на флаге Ирана: зелёный — символ процветания, белый — символ праведности, красный — символ доблести

Место жизни и деятельности Заратустры определить значительно проще: упоминаемые в Авесте топонимы относятся к северо-восточному Ирану, Афганистану, Таджикистану и Пакистану. Традиция связывает с именем Заратустры Рагу, Систан и Балх.
После получения откровения проповедь Заратустры долго оставалась безуспешной, в разных странах его изгоняли и унижали. За 10 лет ему удалось обратить только своего двоюродного брата Маидьомангху. Затем Заратустра явился ко двору легендарного Кеянида Кави Виштаспы (Гоштасба). Проповедь пророка произвела на царя впечатление, и после некоторых колебаний он принял веру в Ахурамазду. Правитель начал способствовать её распространению не только в своём царстве, но и в сопредельных странах, направляя туда проповедников. Особенно близки к Заратустре стали его ближайшие соратники, визири Виштаспы, братья из рода Хвогва — Джамаспа и Фрашаоштра.

### Периодизация зороастризма
1. Архаичный период (до 558 до н. э.): время жизни пророка Заратустры и существования зороастризма в форме устной традиции.
2. Ахеменидский период (558—330 до н. э.): воцарение династии Ахеменидов, создание персидской империи, первые письменные памятники зороастризма.
3. Период эллинизма и Парфянского государства (330 до н. э. — 226 н. э.): падение Ахеменидской империи в результате похода Александра Македонского, создание парфянского царства, буддизм значительно потеснил зороастризм в империи Кушанов.
4. Сасанидский период (226—652 н. э.): возрождение зороастризма, кодификация Авесты под руководством Адурбада Махраспандана, развитие централизованной зороастрийской церкви, борьба с ересями.
5. Исламское завоевание (652 н. э. — середина XX века): упадок зороастризма в Персии, гонения на последователей зороастризма, возникновение парсийской общины Индии из эмигрантов из Ирана, литературная деятельность апологетов и хранителей традиции под властью мусульман.
6. Современный период (с середины XX века до настоящего времени): миграция иранских и индийских зороастрийцев в США, Европу, Австралию, установление связи диаспоры с центрами зороастризма в Иране и Индии.

### Течения в зороастризме
Основными течениями зороастризма всегда были региональные варианты. Сохранившаяся ветвь зороастризма связана с официальной религией державы Сасанидов, прежде всего в том варианте, что сложился при последних из этих царей, когда при Хосрове I была произведена последняя канонизация и запись Авесты. Эта ветвь, по-видимому, восходит к тому варианту зороастризма, что был принят мидийскими магами. В других областях иранского мира существовали другие варианты зороастризма (маздеизма), судить о которых возможно только по фрагментарным свидетельствам, прежде всего арабским источникам. В частности, от маздеизма, бытовавшего до арабского завоевания в Согде, который был ещё менее «письменной» традицией, чем сасанидский зороастризм, сохранился только отрывок на согдийском языке, повествующий о получении Заратустрой откровения, и данные у Бируни.
Тем не менее в рамках зороастризма возникали религиозно-философские течения, определяемые с точки зрения сегодняшней ортодоксии как «ереси». Прежде всего это зурванизм, основанный на большом внимании к концепту Зурвана, изначального вселенского времени, «детьми-близнецами» которого признавались Ахурамазда и Ахриман. Судя по косвенным свидетельствам, доктрина зурванизма была широко распространена в Сасанидском Иране, но, хотя её следы обнаружимы в пережившей исламское завоевание традиции, в целом зороастрийская «ортодоксия» прямо порицает эту доктрину. Прямых конфликтов между «зурванитами» и «ортодоксами» не происходило. Зурванизм скорее был философским течением, вряд ли как-либо затрагивавшим обрядовую часть религии.
Распространившееся в Римской Империи при Аврелиане почитание Митры (митраизм) также часто относят к зороастрийским ересям, хотя митраизм скорее представлял синкретическое учение не только с иранским, но и сирийским субстратом.
Безусловной ересью зороастрийские ортодоксы считали манихейство, в основе которого был христианский гностицизм.
Ещё одной ересью считается революционное учение Маздака (маздакизм).
Основными вариантами современного зороастризма являются зороастризм Ирана и парсийский зороастризм Индии. Однако различия между ними носят в целом региональный характер и касаются в основном ритуальной терминологии. Благодаря происхождению из одной традиции и поддерживающемуся общению между двумя общинами, никаких серьёзных догматических расхождений между ними не сложилось. Заметно лишь поверхностное влияние: в Иране — ислама, в Индии — индуизма.
Среди парсов известны «календарные секты», придерживающиеся одного из трёх вариантов календаря (Кадими, Шахиншахи и Фасли). Чётких границ этих групп нет, догматического различия между ними — также. В Индии также возникали различные течения с уклоном в мистику, испытывавшие влияния индуизма. Самым известным из них является течение Илм-и-Хшнум.
Некоторую популярность среди зороастрийцев приобретает «реформистское крыло», выступающее за отмену большинства обрядов и древних правил, за признание священными только Гат и т. д.

### Прозелитизм
Изначально учение Заратустры было активной прозелитической религией, страстно проповедуемой пророком и его учениками и последователями. Последователи «благой веры» весьма чётко противопоставляли себя иноверцам, считая тех «почитателями дэвов». Тем не менее, в силу целого ряда причин по-настоящему мировой религией зороастризм так и не стал, его проповедь оказалась ограничена главным образом ираноязычной ойкуменой, а распространение зороастризма на новые земли происходило параллельно иранизации их населения.
Вне собственно Ирана более или менее крупные общины зороастрийцев («магузеи») имелись, прежде всего среди населения Средней Азии (территории Хорезма, Согдианы), а также в Каппадокии, где даже официально применялся зороастрийский календарь. Известен также «армянский маздеизм», существовавший на землях древней Армении вплоть до христианизации этой страны. При Сасанидах зороастризм имел своих последователей среди арабов Бахрейна и Йемена (прежде всего среди «аль-абна» — потомков персидских солдат).
Зороастризм оставался прозелитически активен до самого конца сасанидского периода. Последователи Заратустры страстно проповедовали необходимость борьбы с силами зла, которым, по их мнению, поклонялись последователи всех других религий. Переход иноверца в «благую веру» рассматривался как благое и правильное деяние, а потому стать зороастрийцем в древнем Иране мог практически любой желающий, вне зависимости от классовой, этнической или языковой принадлежности. Благодаря разработанной до мелочей обрядности, развитому космологическому и, что важнее всего, этическому учению зороастризм стал первой в истории государственной религией. Тем не менее, по-настоящему мировой религией учение Заратустры так и не стало.
Причинами этого стали следующие факторы:
- социально-экономическое содержание религиозного учения Заратустры, изначально отвечавшее потребностям борьбы оседлых скотоводов и землевладельцев с кочевниками, безвозвратно ушло в прошлое. Нового социального содержания в силу своего консерватизма зороастризм не выработал, оставшись во многом слеп и глух к переменам и общественным запросам рубежа Древности и наступавшего Средневековья.
- близость зороастрийского священничества к государственным учреждениям Сасанидского Ирана, их взаимная дополняемость и созависимость вырастали в очевидную для внешней аудитории политическую ангажированность зороастризма. Это вызывало неприятие у правителей соседних с Ираном государств, опасавшихся зороастрийского прозелитизма как прикрытия для захватнических планов иранских шахов. Попытки же иранцев утвердить свою веру у соседей силой оружия за все четыре столетия правления Сасанидов долговременным успехом не увенчались;
- зороастризм, несмотря на универсальность своей этической доктрины, так и не вышел сколь-нибудь далеко за пределы ираноязычного мира. В эллинистический период, будучи распространён на многих землях греко-македонской империи Александра Великого и царств его последователей, он окормлял главным образом их ираноязычных подданных и остался чужд тамошнему греческому населению. С одной стороны, сами иранцы, завоёванные греками, считали греков чуждым элементом и весьма резко отзывались о самом Александре Македонском, считая его варваром, разрушившим их державу и нанёсшим урон вере и культуре Ирана. С другой стороны, и для эллинов, традиционно почитавших предков и весьма трепетно относившихся к умершим, традиционное отвращение персов к трупам как к средоточию скверны само по себе было кощунством: греки даже казнили полководцев, не погребавших должным образом тел погибших соотечественников. Наконец, философские концепции закосневшего официального зороастризма всецело лежали в мистическом русле восточных учений, придававших исключительное значение ритуалу и во многом чуждых эллинскому рационализму. Достижения эллинской и индийской философской мысли, как правило, не вызывали интереса у иранского жречества и не оказали влияния на зороастрийскую доктрину;
- под монотеистическим обликом заратустрийского зороастризма постоянно проглядывала диалектически двуединая сущность древней иранской религии, признававшей наличие во вселенной двух равновеликих сил: добра и зла. Это обстоятельство, помноженное на традиционное геополитическое соперничество Рима и Парфии (а позднее Византии и Ирана) на Ближнем и Среднем Востоке, затрудняло распространение учения Заратустры в широких массах неиранского населения региона. Так, в языческий период однозначное требование Заратустры почитать лишь одну из сторон мировой борьбы — Добра — был труден для восприятия политеиста, привыкшего приносить жертвы всем богам, невзирая на их «моральные качества». Но и с распространением в греко-римском мире христианского единобожия зороастрийцы остались для христиан по-прежнему чужими: для христиан, искренне уверенных, что «Бог есть свет, и нет в нём никакой тьмы», «благоприверженность» зороастризма была уже недостаточна. Распространявшиеся же в позднем зороастризме представления об изначальном единстве доброго и злого начал как порождений божественного Времени — Зурвана дали повод ревнителям христианства (а позднее и ислама) ставить зороастрийцам в вину, что они-де «поклоняются брату дьявола»;
- значительным препятствием широкому распространению зороастризма стало освящённое учением и традицией монопольное положение персов-атраванов, из которых набирались кадры для наследственного сословия (по сути закрытой касты) заратустрийских священников-мобедов. Неважно, насколько праведным последователем учения Заратустры был тот или иной новообращённый неиранец, — сделать карьеру по духовной стезе ему всё равно было невозможно.
- не способствовало успеху зороастрийского прозелитизма у соседей и отсутствие у зороастрийцев развитой многоступенчатой соподчинённой священнической иерархии, способной превратить разрозненные общины в устойчивую централизованную организацию. Это обстоятельство, в определённых обстоятельствах усугублённое отвращением к смерти (и, следовательно, отсутствием культа мученичества) не позволяли вере иранцев выдержать натиск враждебной религиозной среды без постоянной поддержки со стороны государственного аппарата и войска. Этот фактор стал, по-видимому, решающим, обусловив сравнительно скорый упадок зороастризма в Иране и Средней Азии вслед за завоеванием этих земель арабами в VIII—IX веках.

Вскоре после арабского завоевания зороастризм окончательно перестал быть прозелитической религией. Возвращение новообращённых мусульман Ирана к религии предков каралось по шариату смертью, в Индии же зороастрийцы-парсы быстро оказались вовлечены в индийскую кастовую систему в качестве одной из замкнутых эндогамных религиозных групп. Реализация заложенного в основах этой религии потенциала прозелитизма стала вновь возможна лишь в Новое время — под влиянием модернизаторских тенденций с Запада благодаря широкому интересу в мире к наследию Древнего Ирана.
До сих пор консенсуса в отношении неопрозелитизма в среде зороастрийского священничества не выработано. Консервативные парсийские дастуры в Индии не признают возможность обращения в зороастризм кого-либо, чьи родители не зороастрийцы. Мобеды Ирана, напротив, обычно утверждают, что зороастризм является универсальной прозелитической религией, и хотя зороастрийцы не ведут миссионерской деятельности, людям, которые пришли к зороастризму самостоятельно, при соблюдении некоторых условий не может быть отказано в его принятии.
Тем не менее, перед новообращаемыми в зороастризм встают многочисленные проблемы. В Иране отказ от ислама до сих пор считается тягчайшим преступлением и карается смертной казнью — и для неофита, и для обратившего его мобеда. Из-за давления исламского режима полностью включиться в иранское зороастрийское сообщество по сути невозможно, даже формально приняв веру. Общины прозелитов объединяются с урождёнными зороастрийцами в основном в эмиграции.
Зороастризм приветствует обращение в свою веру, однако активный прозелитизм затруднён малочисленностью верующих и господством на его традиционной территории (Иран) ислама. В отличие от многих других религий, дети, рождённые в зороастрийских семьях, должны сознательно принять веру по достижении сознательного возраста (15 лет). Люди другого происхождения должны достичь 21 года. Окончательное решение о готовности человека принять зороастризм принимает мобед, проводящий обряд посвящения, что предполагает обязательную личную беседу и знание новообращённым основ религии и молитвы Фраваран на персидском языке. Обряд называется «сэдре пуши», что переводится с персидского как «надевание священной рубахи».

## Иерархия

### Священство

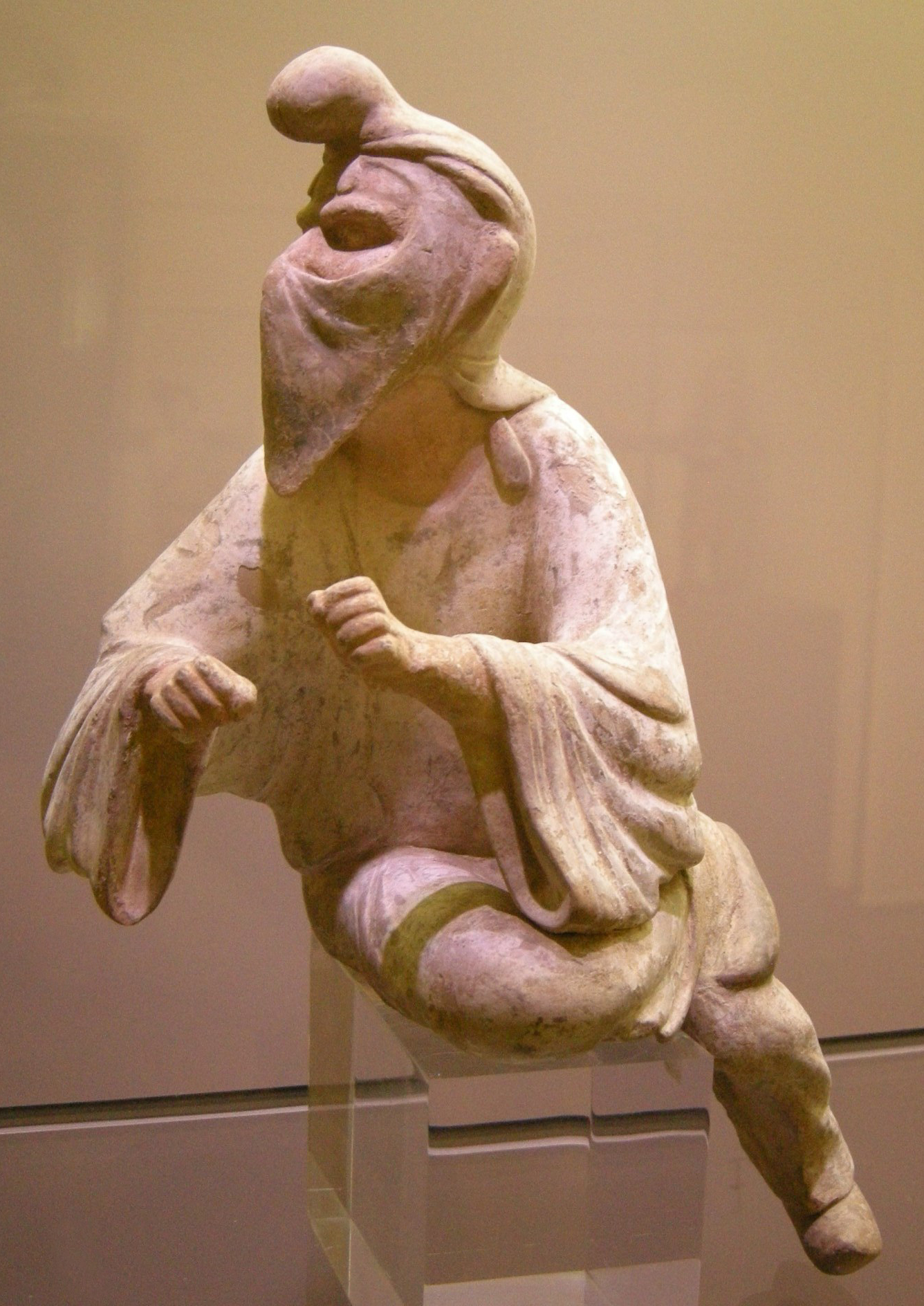
Китайская глиняная фигурка VIII века (династия Тан), атрибутируется как «персидский всадник». Предположительно, может изображать согдийского зороастрийского священника, занимающегося ритуалом в храме огня; схожие лицевые завесы использовались, чтобы избежать заражения священного огня дыханием или слюной; Музей восточного искусства (Турин), Италия

Общим наименованием зороастрийских священнослужителей, выделявшихся в отдельное сословие, является авест. aθravan- (пехл. asrōn) — «хранитель огня». В поставестийскую эпоху священники именовались прежде всего мобе́дами (из др. иран. magupati «глава магов»), что связано с распространением зороастризма на западе Ирана прежде всего мидийскими магами.
Современная священническая иерархия в Иране такова:
1. «Мобедан-мобед» — «мобед мобедов», наивысший чин в иерархии зороастрийских священнослужителей. Мобедан-мобед избирается из числа дастуров и возглавляет сообщество мобедов. Мобедан-мобед может принимать обязательные к исполнению зороастрийцами решения по религиозным («гатик») и светским («датик») вопросам. Решения по религиозным вопросам должны быть одобрены общим собранием мобедов или собранием дастуров.
2. «Сар-мобед» (перс. букв. «глава мобедов», пехл. «бозорг дастур») — высший зороастрийский религиозный чин. Главный дастур на территории с несколькими дастурами. Сар-мобед вправе принимать решения о закрытии храмов огня, о перемещении священного огня с места на место, об изгнании человека из сообщества зороастрийцев.
3. «Дастур»
4. «Мобед»
5. «Хирбад»

Занимать эти духовные должности может только «мобед задэ» — человек, происходящий из рода зороастрийских священников, чья преемственность наследуется по отцу. Стать мобед-задэ нельзя, им можно только родиться.
Помимо регулярных чинов в иерархии существуют звания «Рату» и «Мобедъяр».
Рату — защитник зороастрийской веры. Рату стоит на ступень выше мобедан мобеда и является непогрешимым в вопросах веры. Последним рату был Адурбад Махраспанд при царе Шапуре II.
Мобедъяр — образованный в религиозных вопросах бехдин не из рода мобедов. Мобедъяр стоит ниже хирбада.

### Священные огни

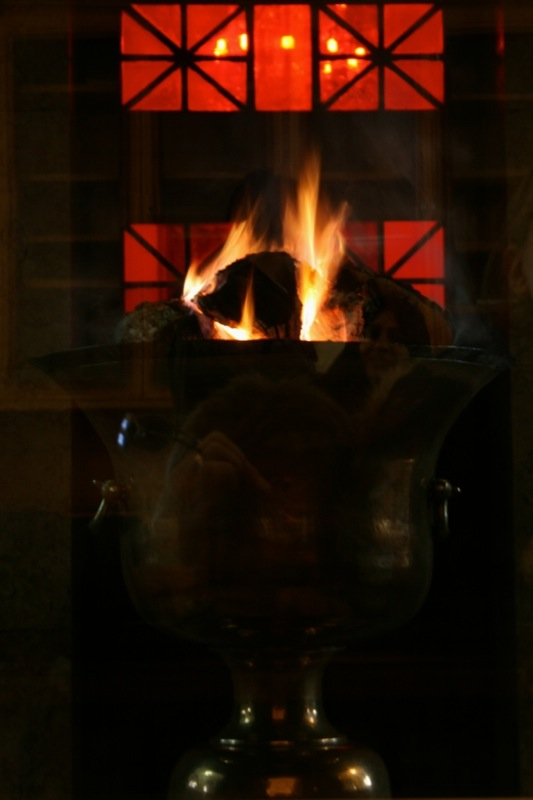
Аташ-Варахрам в Йезде

В зороастрийских храмах, называемых по-персидски «аташкадэ» (букв. дом огня), горит неугасимый огонь, служители храма круглосуточно следят, чтобы он не погас. Есть храмы, в которых огонь горит на протяжении многих столетий и даже тысячелетий. Семья мобедов, которым принадлежит священный огонь, полностью несёт все расходы по содержанию огня и его защите, и материально не зависит от помощи бехдинов. Решение об учреждении нового огня принимается только в случае наличия необходимых средств. Священные огни делятся на 3 ранга:
1. Шах Аташ Варахрам (Бахрам) — «Царь Победоносный Огонь», Огонь высшего ранга. Огни высшего ранга учреждаются в честь монархических династий, великих побед, в качестве высшего огня страны или народа. Для учреждения огня необходимо собрать и очистить 16 огней разных видов, которые объединяются в один во время ритуала освящения. Служить у огня высшего ранга могут только высшие священники, дастуры;
2. Аташ Адуран (Адаран) — «Огонь огней», Огонь второго ранга, учреждаемый в населённых пунктах с населением не менее 1000 человек, в которых проживает не менее 10 семей зороастрийцев. Для учреждения огня необходимо собрать и очистить 4 огня из семей заратустрийцев разных сословий: священника, воина, крестьянина, ремесленника. У огней Адуран могут совершаться различные ритуалы: нозуди, гавахгиран, седре пуши, службы в джашны и гаханбары и т. д. Службу у огней Адуран могут вести только мобеды.
3. Аташ Дадгах — «Законно установленный Огонь», Огонь третьего ранга, который должен поддерживаться в местных общинах (села, большой семьи), располагающих отдельным помещением, которое является религиозным судом. На персидском это помещение называется дар ба мехр (букв. двор Митры). Митра является воплощением справедливости. Зороастрийский священнослужитель, стоя лицом перед огнём дадгах, разрешает местные споры и проблемы. В случае, если в общине отсутствует мобед, служить огню может хирбад. Огонь дадгах открыт для публичного доступа, помещение, где находится огонь, служит местом собрания общины.

Мобеды являются стражами священных огней и обязаны защищать их всеми доступными способами, в том числе и с оружием в руках. Вероятно, этим объясняется тот факт, что после исламского завоевания зороастризм быстро пришёл в упадок. Многие мобеды были убиты, защищая огни.
В Сасанидском Иране существовало три величайших Аташ-Варахрама, соотносимых с тремя «сословиями»:
- Адур-Гушнасп (в Атропатене в Шизе, огонь священников)
- Адур-Фробаг (Фарнбаг, огонь Парса, огонь воинской аристократии и Сасанидов)
- Адур-Бурзен-Михр (огонь Парфии, огонь крестьян)

Из них сохранился только Адур (Аташ) Фарнбаг, горящий ныне в Йезде, куда зороастрийцы перенесли его в XIII в. после коллапса зороастрийских общин в Парсе.

### Святые места

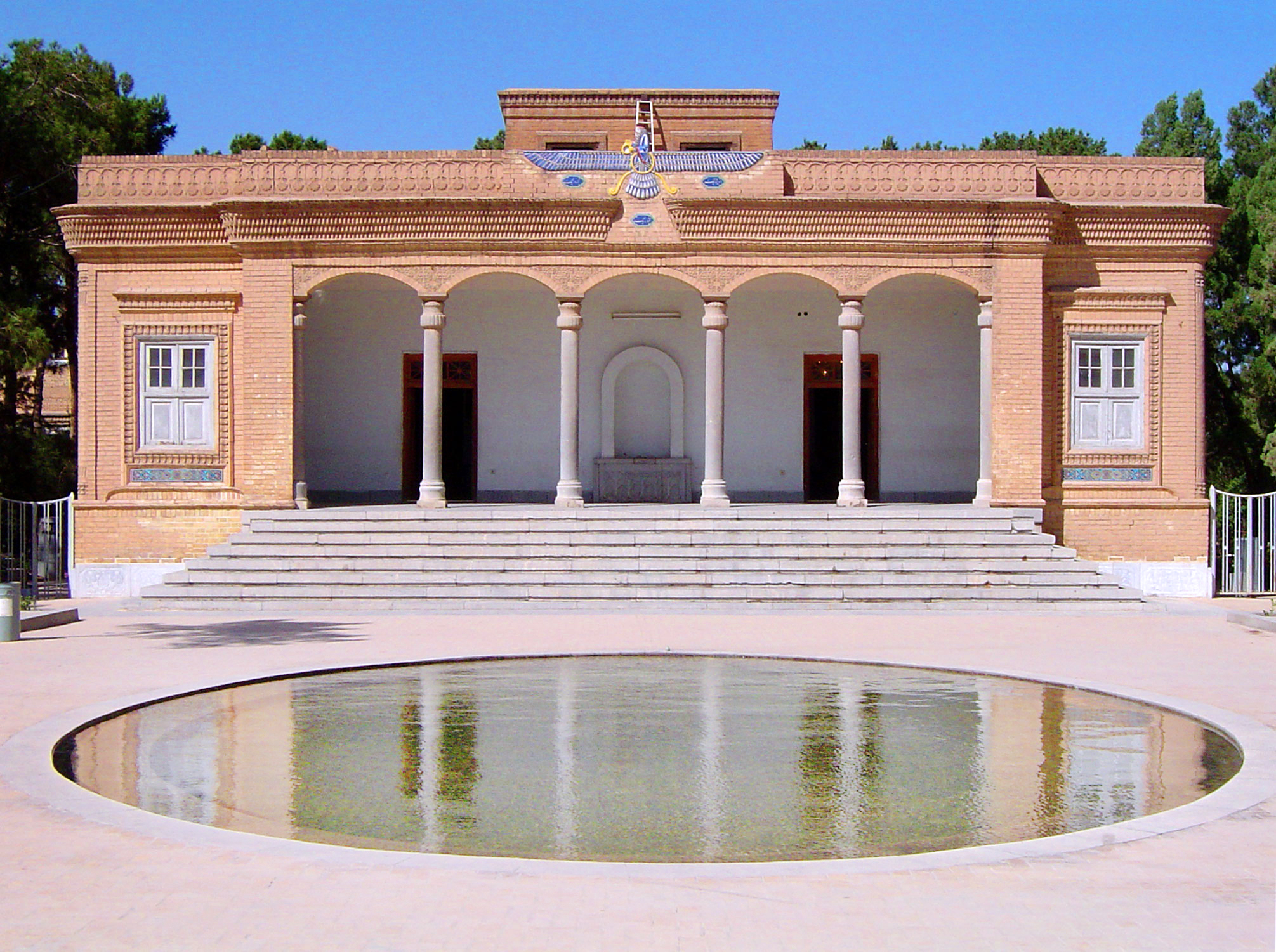
Зороастрийский храм Аташкадех в Йезде. Постройка 1932 г.

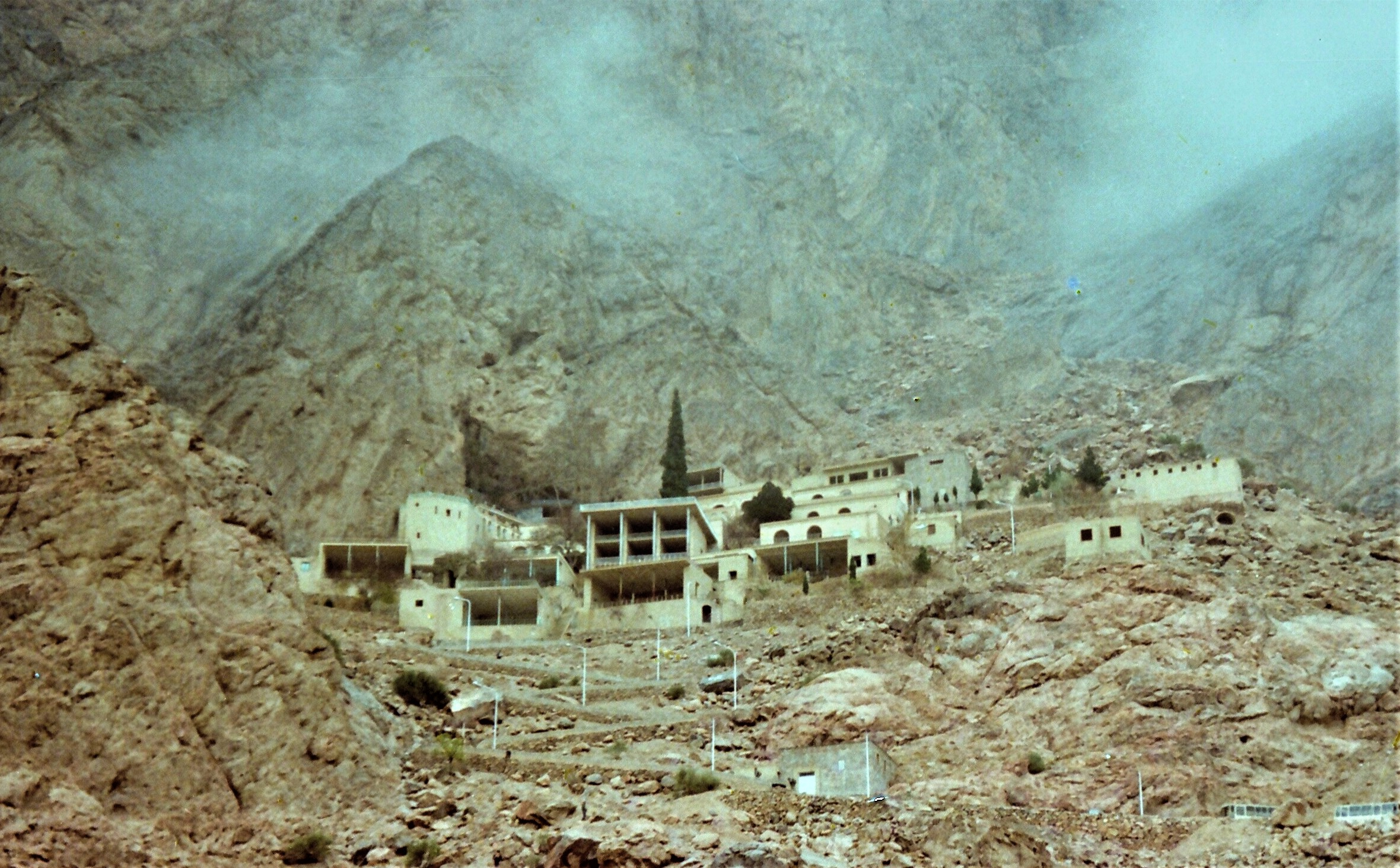
Зороастрийский храм в селении Чак-Чак

Священными для зороастрийцев являются храмовые огни, а не само здание храма. Огни могут переноситься из здания в здания и даже из одной области в другую вслед за самими зороастрийцами, что и происходило в течение всего периода гонений на религию. Лишь в наше время, стремясь воскресить былое величие своей веры и обращаясь к своему наследию, зороастрийцы стали посещать руины древних храмов, расположенных в местностях, где все жители давно приняли ислам, и устраивать в них праздничные богослужения.
Тем не менее в окрестностях Йезда и Кермана, где зороастрийцы живут постоянно на протяжении тысячелетий, сложилась практика сезонных паломничеств, совершаемых к определённым святым местам. Каждое из таких мест паломничества («пир», букв. «старый») обладает своей легендой, обычно рассказывающей о чудесном спасении принцессы из рода Сасанидов от арабских захватчиков. Особую известность приобрели 5 пиров вокруг Йезда:
- Сети-пир
- Пир-е Сабз (источник Чак-чак)
- Пир-е Нарестане
- Пир-е Бану
- Пир-е Нараки

## Мировоззрение и нравственность
Главной чертой зороастрийского мировоззрения является признание существования двух миров: mēnōg и gētīg (пехл.) — духовного (букв. «мысленного», мира идей) и земного (телесного, физического), а также признание их взаимосвязи и взаимообусловленности. Оба мира сотворены Ахура Маздой и являются благими, материальное дополняет духовное, делает его целостным и совершенным, материальные блага считаются такими же дарами Ахура Мазды, как и духовные, и одни без других немыслимы. Зороастризму чужд как грубый материализм, гедонизм, так и спиритуализм, аскетизм. В зороастризме нет практик умерщвления тела, безбрачия и монастырей.
Дополняющая дихотомия ментального и телесного пронизывает всю систему нравственности зороастризма. Главным смыслом жизни зороастрийца является «накопление» благодеяний (перс. kerfe), прежде всего связанных с добросовестным исполнением своего долга верующего, семьянина, труженика, гражданина и избегание греха (перс. gonāh). Это путь не только к личному спасению, но и к процветанию мира и победе над злом, что связывается непосредственно с усилиями каждого из людей. Каждый праведный человек выступает в качестве представителя Ахура Мазды и с одной стороны фактически воплощает его деяния на земле, а с другой — посвящает все свои благодеяния Ахура Мазде.
Добродетели описываются через этическую триаду: благие мысли, благие слова и благие дела (хумата, хухта, хваршта), то есть затрагивают ментальный, вербальный и физический уровень. В целом зороастрийскому мировоззрению чужд мистицизм, считается, что каждый человек способен понять, что есть добро, благодаря своей совести (даэна, чиста) и разуму (подразделяемому на «врождённый» и «услышанный», то есть ту мудрость, что приобретена человеком от других людей).
Нравственная чистота и личностное развитие касается не только души, но и тела: добродетелью считается поддержание чистоты тела и устранение осквернения, болезней, здоровый образ жизни. Ритуальная чистота может быть нарушена соприкосновением с оскверняющими предметами или людьми, болезнью, злыми мыслями, словами или делами. Наибольшей оскверняющей силой обладают трупы людей и благих творений. К ним запрещено прикасаться и не рекомендуется на них смотреть. Для людей, подвергшихся осквернению, предусмотрены обряды очищения.

### Главное нравственное правило
Таковым обычно признаётся фраза из Гат Заратустры:
uštā ahmāi yahmāi uštā kahmāicīţ
Счастье тому, кто желает счастья другим

### Общество
Зороастризм — религия общественная, отшельничество ей не свойственно. Община зороастрийцев именуется анджоманом (авест. hanjamana — «сход», «собрание»). Обычной единицей является анджоман населённого пункта — зороастрийской деревни или городского квартала. Ходить на собрания общины, обсуждать совместно её дела и участвовать в общинных праздниках — прямая обязанность зороастрийца.
В Авесте называются четыре сословия, на которые разделено общество:
- атраваны (священники);
- ратаэштары (воинская аристократия);
- вастрьо-фшуянты (букв. «пастухи-скотоводы», в дальнейшем вообще крестьянство);
- хуити («умельцы», ремесленники).

Вплоть до конца Сасанидского времени барьеры между сословиями были серьёзными, но в принципе переход из одного в другое был возможен. После завоевания Ирана арабами, когда аристократия принимала ислам, а зороастрийцам как зимми было запрещено носить оружие, в реальности оставалось два сословия: мобеды-священники и бехдины-миряне, принадлежность к которым наследовалась строго по мужской линии (хотя женщины могли выходить замуж вне своего сословия). Это разделение сохраняется до сих пор: стать мобедом фактически невозможно. Тем не менее сословная структура общества сильно деформирована, поскольку большинство мобедов наряду с исполнением своих религиозных обязанностей заняты различного рода мирской деятельностью (особенно в больших городах) и в этом смысле сливаются с мирянами. С другой стороны развивается институт мобедъяров — мирян по происхождению, берущих на себя обязанности мобеда.

### Брак и семья

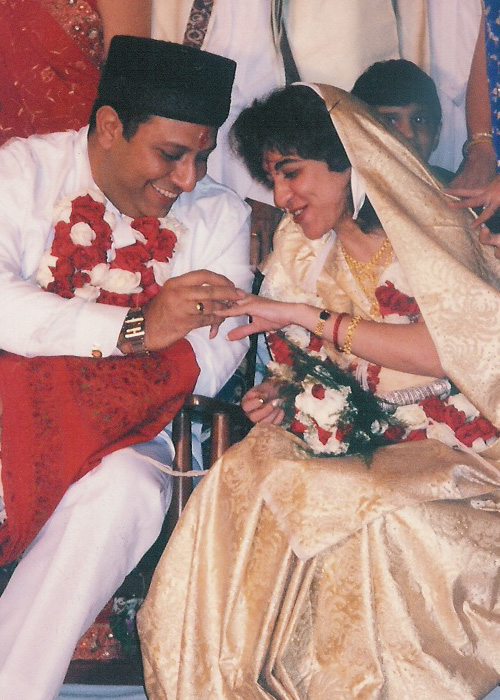
Традиционный обмен обручальными кольцами на свадьбе парсов

Авеста предписывает всем верующим (включая священников) вступать в брак, независимо от класса и рода занятий. Впрочем, развод был разрешён. Не было запрета и на многожёнство. Благоприятным днём для свадьбы считается новолуние или Хормазд, первый день месяца.
Наиболее интересной особенностью авестийского семейного уложения является допущение и даже поощрение инцеста. В этом вопросе зороастрийцы резко отличаются практически от всех других конфессий, в том числе индусов, у которых брак между кровными родственниками считается тяжким грехом. У зороастрийцев разрешается брак сестры с братом, дяди с племянницей и даже матери с сыном. При этом брак между кровными родственниками рассматривается как богоугодное дело (со ссылками на примеры богов), утверждается, что такие браки способны смывать смертные грехи и служить мощным оружием против козней злого духа Аримана. В зороастризме эпохи Сасанидов (III—VII века) инцест активно соблюдался как фундаментальный элемент религии; современные зороастрийцы, живущие в основном среди мусульманского и индуистского окружения, отрицают, что они продолжают практиковать кровосмешение.

### Пища
В зороастризме не существует ярко выраженных пищевых запретов. Основное правило — пища должна приносить пользу. Вегетарианство традиционно зороастризму не свойственно. В пищу можно употреблять мясо всех копытных животных и рыбу. Хотя корове отдаётся большое уважение, упоминания о ней часто встречаются в Гатах, практики запрета на говядину не существует. Также нет запрета на свинину. Тем не менее зороастрийцам предписывается бережное отношение к скоту, запрещается дурное обращение с ним и бессмысленные убийства, предписывается ограничивать себя в потреблении мяса в разумных пределах.
Пост и сознательное голодание в зороастризме прямо запрещены. Существуют только четыре дня в месяце, в которые предписывается отказываться от мяса.
В зороастризме нет запрета на вино, хотя назидательные тексты содержат специальные наставления об умеренном его потреблении.

### Собака
Собака пользуется у зороастрийцев особым уважением. Это во многом связано с рациональным мировоззрением зороастрийцев: религия отмечает реальную пользу, которую приносит собака человеку. Считается, что собака может видеть злых духов (дэвов) и отгонять их. За убийство собаки, даже нечаянное, полагалось очень строгое наказание. Ритуально собака может быть приравнена к человеку, умершей собаки касаются и нормы погребения людских останков. Собакам посвящены несколько глав в Вендидаде, выделяющие несколько «пород» собак:
- Пасуш-хаурва — стерегущая скот, овчарка
- Виш-хаурва — стерегущая жильё
- Вохуназга — охотничая (идущая по следу)
- Тауруна (Драхто-хунара) — охотничья, дрессированная

К «роду собак» также относят лис, шакалов, ежей, выдр, бобров, дикобразов. Напротив, волк считается животным враждебным, порождением дэвов.

## Обрядовая практика
Зороастрийцы придают большое значение ритуалам и праздничным религиозным церемониям. Священный огонь играет исключительно важную роль в ритуальной практике, по этой причине зороастрийцев часто называют «огнепоклонниками», хотя сами зороастрийцы считают такое название оскорбительным. Они утверждают, что огонь — лишь образ Бога на земле.
Общие требования к ритуалу:
- ритуал должен проводиться лицом, которое имеет необходимые качества и квалификацию, женщины обычно проводят только домашние обряды, проведение ими других обрядов возможно только для общества других женщин (если нет мужчин);
- участник ритуала должен находиться в состоянии ритуальной чистоты, для достижения которой перед обрядом проводится омовение (малое или большое), на нём должны быть сэдрэ, кушти, головной убор; если у женщины длинные, неубранные волосы, они должны быть накрыты платком;
- всем присутствующим в помещении, где располагается священный огонь, необходимо находиться к нему лицом и не поворачиваться спиной;
- перевязывание пояса производится стоя, присутствующим на длинных ритуалах позволяется сидеть;
- присутствие перед огнём при проведении ритуала неверующего человека или представителя другой религии ведёт к осквернению ритуала и его недействительности.
- тексты молитвы читаются на языке оригинала (авестийский, пехлеви).

### Древние обряды
Храмы появились в зороастризме во время Ахеменидов, но во времена Геродота храмов у них ещё не было. Среди учёных нет единого мнения, чем были айаданы, прототипами храмов или же просто террасами для справления обрядов.

### Ясна
Ясна (йазешн-хани, вадж-яшт) означает «почитание» или «священнодействие». Это основное зороастрийское богослужение, во время которого читается одноимённая авестийская книга, совершаемое как по индивидуальному заказу мирян, так и (чаще всего) по случаю одного из шести гаханбаров — традиционных великих зороастрийских праздников (тогда Ясна дополняется Виспередом).
Ясна всегда совершается на рассвете как минимум двумя священниками: основным зутом (авест. заотар) и его помощником распи (авест. раэтвишкар). Служба проводится в специальном помещении, где на полу расстилается скатерть, символизирующая землю. В процессе службы задействуются различные предметы, имеющие своё символическое значение, прежде всего огонь (аташ-дадгах, обычно зажигаемый от стационарного огня аташ-адорьян или варахрам), благовонные дрова для него, вода, хаома (эфедра), молоко, веточки граната, а также цветы, фрукты, веточки мирта и др. Священники сидят лицом друг ко другу на скатерти, а верующие располагаются вокруг.
В процессе Ясны мобеды не просто почитают Ахура Мазду и его благие творения, они по сути воспроизводят первотворение мира Ахура Маздой и символически исполняют его будущее «совершенствование» (Фрашо-керети). Символом этого становится приготовляемый в процессе чтения молитв напиток парахаома (парахум) из смеси отжатого сока эфедры, воды и молока, часть которого возливают на огонь, а часть в конце службы дают на «причащение» мирянам. Этот напиток символизирует чудодейственное питьё, которое в будущем даст выпить воскресшим людям Саошьянт, после чего они станут бессмертными навсегда и навеки.

### Джашн (Джашан)
Перс. Джашн-хани, у парсов Джашан (от др. перс. yašna «почитание». соотв. авест. yasna) — праздничная церемония. Совершается на малые зороастрийские праздники (джашны), важнейшим из которых является Навруз — встреча Нового года, а также как продолжение празднования гаханбара.
Джашн-хани — это подобие малой Ясны, на котором читают афринаганы (афаринганы) — «благословения». В процессе совершения обряда также задействуются предметы, используемые в Ясне (кроме хаомы), символизирующие благие творения и Амешаспентов.
Символика джашна:
| Символ                               | Творение     | Амешаспент  |
| ------------------------------------ | ------------ | ----------- |
| Мобед                                | Человечество | Ахура Мазда |
| Молоко                               | Скот         | Бахман      |
| Огонь                                | Огонь        | Ардибехешт  |
| Металлические принадлежности         | Металлы      | Шахривар    |
| Скатерть                             | Земля        | Спандармаз  |
| Вода                                 | Вода         | Хордад      |
| Цветы, фрукты, орешки, веточка мирта | Растения     | Амордад     |

### Седре-пуши илинавджот

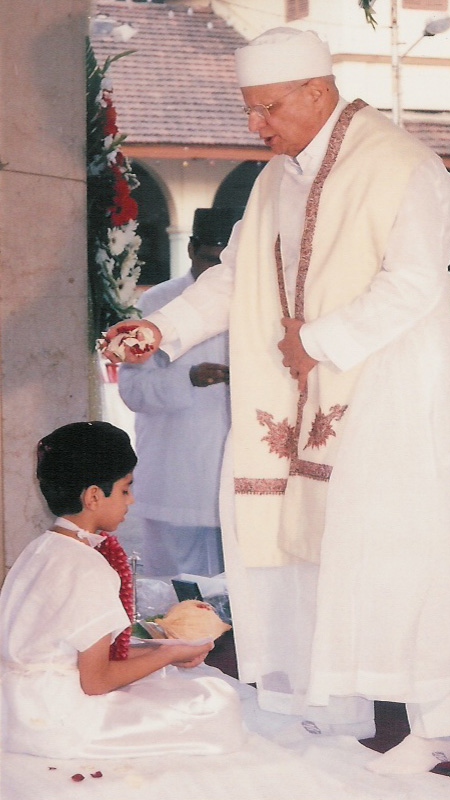
Парсийская церемония навджот

Седре-пуши (перс. букв. «надевание рубахи») или навджот у парсов (букв. «новый заотар», изначально так назывался обряд новзуди, см. ниже) — обряд принятия зороастризма.
Обряд проводится мобедом. Во время обряда принимающий веру человек произносит зороастрийский символ веры, молитву Фраваране, надевает священную рубаху седре (судрэ) и мобед повязывает ему священный пояс кошти. После этого новопосвящаемый произносит Пейман-е дин (клятву веры), в которой обязуется во что бы то ни стало всегда придерживаться религии Ахура Мазды и закона Заратустры. Обряд проводится обычно по достижении ребёнком совершеннолетия (15 лет), но может проводиться в более раннем возрасте, но не ранее, чем ребёнок сможет сам произнести символ веры и повязать пояс (от 7 лет).

### Пятикратная молитва
Гахи — ежедневное пятикратное чтение молитв, названных по именам периодов в сутках — гахов:
- Хаван-гах — от рассвета до полудня;
- Рапитвин-гах — от полудня до 3 часов пополудни;
- Узерин-гах — от 3 часов пополудни до заката;
- Аивисрутрим-гах — от заката до полуночи;
- Ушахин-гах — от полуночи до рассвета.

Может быть как коллективным, так и индивидуальным. Пятикратная молитва признаётся одной из главных обязанностей каждого зороастрийца.

### Гавахгири
Свадебный обряд в зороастризме.

### Новзуди
Обряд посвящения в священнический сан. Проводится при большом стечении мобедов и мирян. В процессе обряда всегда участвует предыдущий посвящённый мобед в этой местности. По окончании церемонии новопосвящённый мобед проводит Ясну и окончательно утверждается в сане.

### Обряды погребения

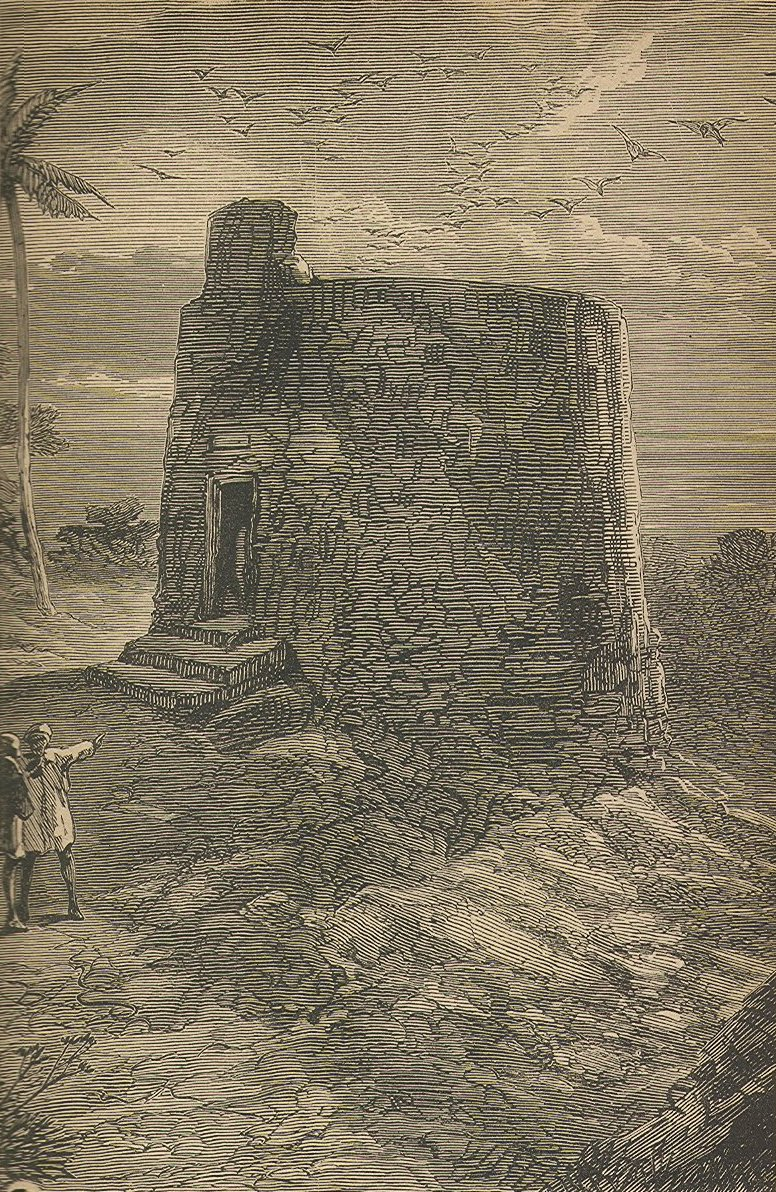
«Башня молчания» в Мумбаи (рисунок 1886 года)

В разных областях Большого Ирана практиковались в зависимости от местных условий разные способы погребения (каменные склепы, выставление трупов и др.). Основное требование к ним — сохранение в чистоте природных стихий. Поэтому для зороастрийцев неприемлемы зарывание трупов в землю и трупосожжение, которые признаются большим грехом.
Традиционным способом погребения у сохранившихся общин зороастрийцев Ирана и Индии является выставление. Труп оставляется на открытом, специально подготовленном месте или в специальном сооружении — «дахме» («башня молчания») — для утилизации птицами и собаками. Дахма представляет собой круглую башню без крыши. Трупы складывались в башню и привязывались (чтобы птицы не смогли унести крупные части тела).
Такой обычай объясняется тем, что зороастрийцы не испытывают к трупу никакого почтения. По представлениям зороастрийцев труп — это не человек, а оскверняющая материя, символ временной победы Ахримана в земном мире. После очистки скелета от мягких тканей и высушивания костей они складываются в урны. Однако в Иране традиционный обряд похорон под давлением мусульман был оставлен в начале 1970-х гг. и зороастрийцы хоронят тела в бетонируемых могилах и склепах, для того чтобы избежать осквернения земли и воды соприкосновением с трупом. Погребение или переноску трупа должны осуществлять минимум 2 человека, погребение и переноска трупа в одиночку является большим грехом. Если второго человека нет, его может заменить собака.

### Порсе
Поминальная служба по душам и фраваши умерших. Считается, что поминальные службы по душе умершего нужно производить в течение 30 лет после смерти, в дальнейшем поминается только его фраваши, с которой к этому сроку соединяется душа праведника.

### Барашнум
Большой ритуал очищения, проводимый мобедом с участием собаки в течение 9 дней. Барашнум проводится после осквернения человека прикосновением к трупу или совершения тяжкого греха, перед посвящением в священнический чин. Барашнум считается очень полезным для облегчения посмертной судьбы. Прежде каждому зороастрийцу рекомендовалось пройти этот обряд хотя бы раз в жизни, но в настоящее время этот обряд проводится достаточно редко.

## Связь с другими религиями
Зороастризм имеет общее происхождение и общие черты в текстах и вероучении с индуизмом, а также с индоевропейским язычеством. Он оказал существенное влияние на формирование христианства, а также манихейства и езидизма; некоторое влияние зороастризма испытали также иудаизм и ислам.
В христианских Евангелиях упомянут эпизод «поклонения волхвов» (скорее всего, религиозных мудрецов и астрономов). Принято считать их зороастрийцами. Три царя́ — Каспа́р, Мельхио́р и Бальтаза́р (греч. μάγοι, маги) — принятые в западноевропейской традиции имена магов (волхвов), принёсших младенцу Иисусу дары на Рождество (поклонение волхвов). Волхвы — славянское слово, используемое в переводах на русский язык. В евангельском подлиннике стоит греч. μάγοι. В античной литературе в основном существуют два значения этого термина: люди, принадлежащие к персидским (зороастрийским) жрецам, и вавилонские жрецы-астрологи как особая профессиональная группа (маги).
Кроме того, в зороастризме, как и в иудаизме и христианстве, отсутствует идея цикличности — время идёт по прямой от сотворения мира до окончательной победы над злом, никаких повторяющихся мировых периодов нет.
Воспринятый некоторыми мусульманскими народами из зороастризма праздник Навруз стал национальным праздником в Казахстане (Наурыз), Кыргызстане (Нооруз), Азербайджане (Новруз), Таджикистане (Навруз), Узбекистане (Навруз), Туркменистане и некоторых республиках РФ.
По мнению советского ираниста В. И. Абаева, небольшая группа последователей учения Заратуштры способствовала его распространению среди алтайцев. Впоследствии это привело к возникновению тюркской монотеистической религии — тенгрианства.
Влияние зороастризма прослеживается в традиционных религиозных верованиях чувашей.

## Современное положение

### Распределение по странам
В настоящее время общины зороастрийцев сохранились в Иране (гебры) и в Индии (парсы), также в результате эмиграции сложились общины прежде всего в США и Западной Европе. В Российской Федерации и странах СНГ действует сообщество традиционных зороастрийцев, называющих свою религию на русском языке словом «благоверие», и Зороастрийская община Санкт-Петербурга. Согласно приведённой далее статистике по состоянию на 2012 год, примерное количество приверженцев зороастризма в мире составляет около 200 тысяч человек, около 60 тысяч из которых находится в Индии. 2003 год был объявлен Юнеско годом 3000-летия зороастрийской культуры.
Статистика в приведённой ниже таблице основана на исследовании Федерации зороастрийских ассоциаций Северной Америки, а также этнографических исследованиях парсской и других зороастрийских этнорелигиозных общин.
| Страна                                  | Число зороастрийцев |
| --------------------------------------- | ------------------- |
| Регион Курдистан (Ирак)                 | 100 000             |
| Индия                                   | 61 000              |
| Иран                                    | 25 271              |
| США                                     | 14 405              |
| Канада                                  | 10 000              |
| Центральная Азия                        | 10 000              |
| Великобритания                          | 5500                |
| Сингапур                                | 4500                |
| Пакистан                                | 4235                |
| Австралия                               | 3500                |
| Афганистан                              | 2000                |
| Арабские государства Персидского Залива | 1900                |
| Новая Зеландия                          | 1232                |
| Европа                                  | около 4000          |
| Всего                                   | около 247 543       |

### Зороастрийцы в Иране
От всех многочисленных зороастрийских общин Ирана, существовавших в раннее исламское время, уже к XIV в. остались только сообщества в останах Йезд и Керман. Зороастрийцы в Иране более тысячелетия подвергались дискриминации, нередки были массовая резня и насильственное обращение в ислам. Лишь в Новое время они были избавлены от джизии и получили некоторую свободу и равноправие. Воспользовавшись этим, зороастрийцы Ирана стали переселяться в другие города (Шираз, Исфахан, Ахваз), и сейчас основным анджоманом является сообщество зороастрийцев Тегерана. Тем не менее город Йезд, в окрестностях которого до сих пор сохраняются зороастрийские деревни, поныне признаётся духовным центром зороастризма. Большая часть зороастрийцев говорит на дари — центральноиранском диалекте.
После Конституционной революции и создания Совета народных представителей, встал вопрос о выделении в нём мест для представителей религиозных меньшинств, в том числе и для представителя зороастрийской общины Ирана. Этот принцип был конституционно закреплён после событий Исламской революции 1979 года. Зороастрийцы официально входят в число религиозных меньшинств Ирана, более того, 1 представитель этого вероисповедания должен входить в Исламский консультативный совет (Меджлис) Исламской республики.

### Зороастрийцы в Индии

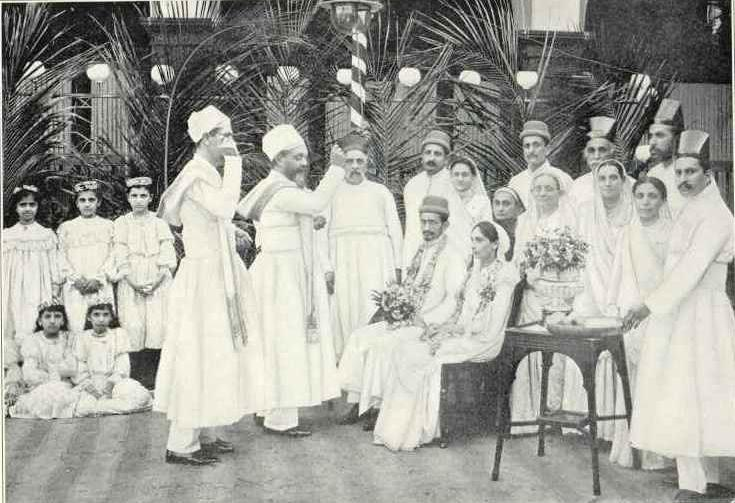
Свадьба парсов, 1905 г.

Зороастризм — это одна из малочисленных, но крайне важных религий, распространённых в современной Индии, а также в Пакистане и Шри-Ланке. Большинство людей, исповедующих зороастризм, именуют себя парсами. Парсы — потомки древних персов-зороастрийцев, бежавших от исламского гнёта в IX веке. Однако, затем, по-видимому, в их ряды всё же влились и представители местных общин. Общая численность зороастрийцев в Индии — свыше 100 000 человек, или около 0,009 % индийского населения. В прошлом основной областью их расселения был Гуджарат, где сохранились наиболее древние храмы огня. Ныне основной район концентрации — индийский город Мумбаи.

### Диаспора

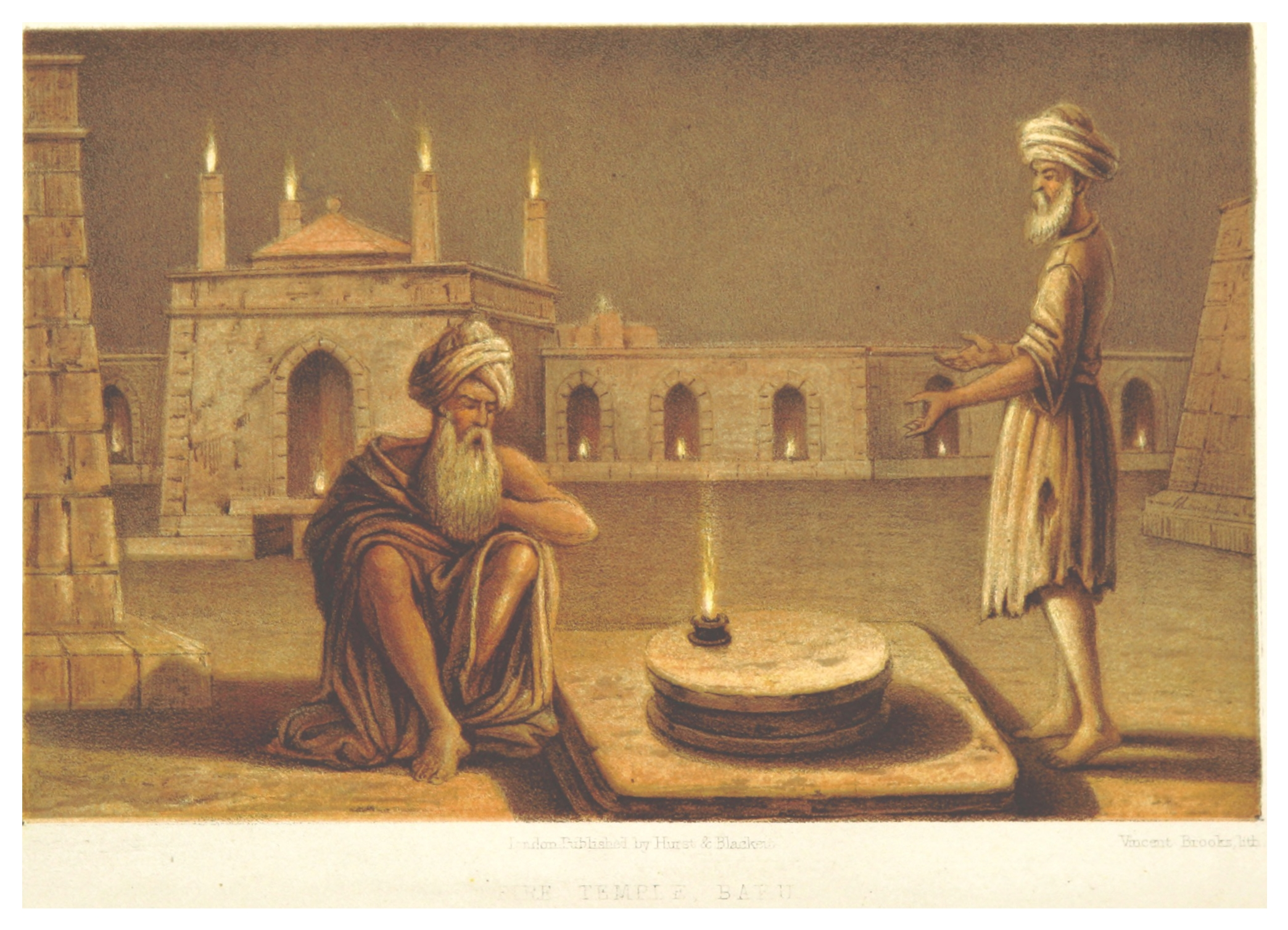
Огненный храм Баку, около 1860 г.

Парсийская эмиграция из Индии долгое время была приурочена к Великобритании и её колониям (Йемен, Гонконг). Эмиграция иранских зороастрийцев традиционно связана с Западной Европой. Для обеих общин значима также эмиграция в США. В эмиграции парсы и иранские зороастрийцы в целом до сих пор сохраняют обособленность друг от друга и не стремятся сливаться, хотя существуют общезороастрийские движения, стремящиеся преодолеть этнический раскол.
На новых местах жительства зороастрийцы стремятся обустроить и свою религиозную жизнь, основывая Дар-е Мехр (огни Дадагах). Единственным храмом с огнём Адорьян является Аташкаде в Лондоне.

### Прозелиты
Зороастрийские прозелиты известны в США, Европе и Австралии. Их составляют прежде всего иранцы-эмигранты, разочаровавшиеся в исламе, но известны также люди европейского происхождения, принимающие религию по зову сердца. В СНГ интерес к зороастризму проявляют прежде всего жители государств с иранским наследием: Азербайджана (см. также статью «Зороастризм в Азербайджане»), Узбекистана и Таджикистана. Относительно массовое зороастрийское сообщество неофитов в Таджикистане, образовавшееся в 1990-е годы, оказалось уничтожено в ходе поглотившего государство кризиса из-за враждебного отношения исламистов.
В России действуют сообщества новопосвящённых зороастрийцев, называющих свою религию благоверием в соответствии с древним самоназванием религии, переведённым на русский язык, а также группы зерванитов и зороастрийцев маздаяснийцев.

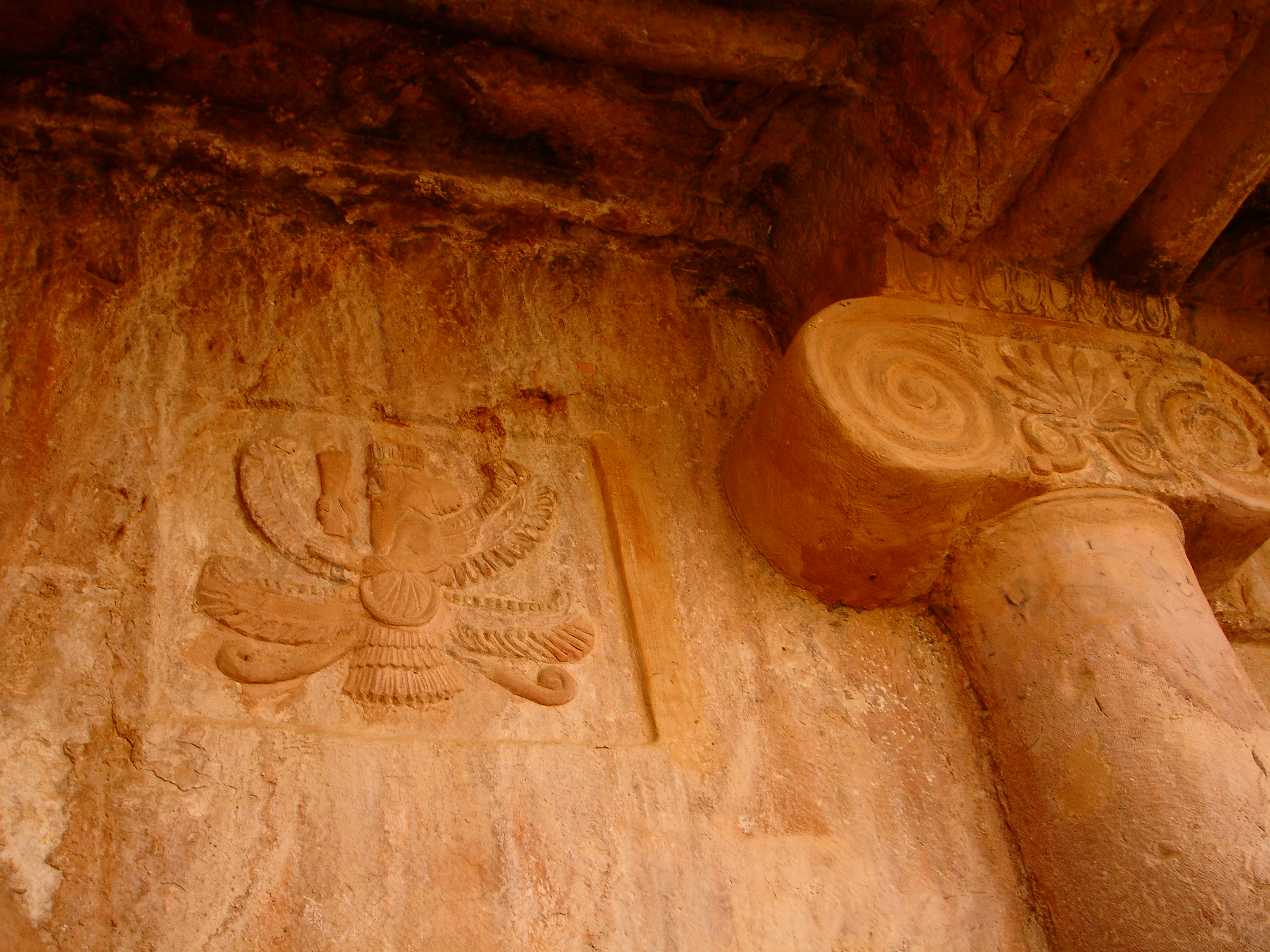
Сулеймания, Регион Курдистан (Ирак)

### Зороастрийцы в Курдистане
Число курдских зороастрийцев оценивалось по-разному. Представитель зороастрийского регионального правительства Курдистана в Ираке заявил, что в последнее время около 100 000 человек в Южном Курдистане обратились в зороастризм, а лидеры общин повторяют это утверждение и предполагают, что ещё больше зороастрийцев в регионе тайно исповедуют свою веру.
Всплеск числа курдских мусульман, обращающихся в зороастризм, в значительной степени объясняется разочарованием в исламе после того, как они испытали насилие и притеснения, совершенные ИГИЛ в этом районе.
В Швеции 3000 курдов перешли в зороастризм.

### На русском языке
- Абаев В. И. Скифский быт и реформа Зороастра // Archiv orientálni. 1956. Vol. 24
- Бойс, М. Зороастрийцы. Верования и обычаи = Zoroastrians: Their Religious Beliefs and Practices. — 4 изд-е, испр. и доп. — СПб.: Азбука-классика, 2003. — 352 с. — ISBN 5-352-00486-4.
- Каландарова М. С. Индия. Зороастрийцы — исчезающая община. // Азия и Африка сегодня. — М.: Отделение историко-филологических наук РАН, 2012. — № 7. — ISSN 0321-5075. Архивировано 31 октября 2012 года.
- Лелеков Л. А. Авеста в современной науке. 2-е изд. М., 1992
- Макговерн Уильям М. Древние империи Центральной Азии. Скифы и гунны в мировой истории. — М.: ЗАО Центрполиграф, 2021. — 511 с. — ISBN 978-5-9524-5552-8.
- Рак И. В. Мифы Древнего и раннесредневекового Ирана (зороастризм). — СПб.— М.: «Журнал „Нева“» — «Летний Сад», 1998. — 560 с. — ISBN 5-87516-084-5.
- Зороастризм : [арх. 9 декабря 2022] / Чунакова О. М. // Железное дерево — Излучение [Электронный ресурс]. — 2008. — С. 565—566. — (Большая российская энциклопедия : [в 35 т.] / гл. ред. Ю. С. Осипов ; 2004—2017, т. 10). — ISBN 978-5-85270-341-5.

### На других языках
- Gnoli Gh. Zoroaster’s time and homeland: a study of the origins of Mazdeism and related problems. Naples, 1980;
- Gnoli Gh. Zoroaster in history. N. Y., 2000;
- Humbach H. A Western approach to Zarathushtra. Bombay, 1984
- James R. Russell. Zoroastrianism in Armenia. — Harvard University Press, 1987.